# 1327
Năm 1327 (số La Mã: MCCCXXVII) là một năm thường bắt đầu vào thứ năm trong lịch Julius.

## Sinh
- Tháng sáu - Malatesta Ungaro, condottiero (mất 1372)
- 21 tháng 10 - Chu Nguyên Chương, vua khai quốc của nhà Minh (Trung Quốc)
- 30 tháng 10 - Andrew , Công tước xứ Calabria (mất 1345)
- Ngày chưa biết:
  - Charles de la Cerda, Pháp-Tây Ban Nha lính (mất 1354)
  - Demetrius tôi Starszy, Hoàng tử Trubczewsk (mất 1399)
  - Birger Gregersson, Tổng Giám mục Uppsala (mất 1383)
  - Baldus de Ubaldis, luật gia người Ý (mất 1400)